# Condado de Shelby (Indiana)
El condado de Shelby (en inglés: Shelby County) es un condado en el estado estadounidense de Indiana. En el censo de 2000 el condado tenía una población de 43 445 habitantes. Forma parte del área metropolitana de Indianápolis. La sede de condado es Shelbyville. El condado fue fundado en 1821 y fue nombrado en honor al general Isaac Shelby, el primer Gobernador de Kentucky.

## Geografía
Según la Oficina del Censo, el condado tiene un área total de 1070 km² (413 sq mi), de la cual 1069 km² (412,4 sq mi) es tierra y 1 km² (0,6 sq mi) (0,11%) es agua.

### Condados adyacentes
- Condado de Hancock (norte)
- Condado de Rush (este)
- Condado de Decatur (sureste)
- Condado de Bartholomew (sur)
- Condado de Johnson (oeste)
- Condado de Marion (noroeste)

## Autopistas importantes
- Interestatal 65
- Interestatal 74
- U.S. Route 52
- Ruta Estatal de Indiana 9
- Ruta Estatal de Indiana 44
- Ruta Estatal de Indiana 244
- Ruta Estatal de Indiana 252

## Demografía
En el  censo de 2000, hubo 43 445 personas, 16 561 hogares y 12 056 familias residiendo en el condado. La densidad poblacional era de 105 personas por milla cuadrada (41/km²). En el 2000 había 17 633 unidades habitacionales en una densidad de 43 por milla cuadrada (16/km²). La demografía del condado era de 97,26% blancos, 0,76% afroamericanos, 0,19% amerindios, 0,59% asiáticos, 0,02% isleños del Pacífico, 0,50% de otras razas y 0,68% de dos o más razas. 1,14% de la población era de origen hispano o latino de cualquier raza. 
La renta promedio para un hogar del condado era de $43 649 y el ingreso promedio para una familia era de $51 271. En 2000 los hombres tenían un ingreso medio de $36 809 versus $25 021 para las mujeres. La renta per cápita para el condado era de $20 324 y el 7,60% de la población estaba bajo el umbral de pobreza nacional.

## Ciudades y pueblos
| - Blue Ridge - Boggstown - Edinburgh - Fairland | - Flat Rock - Fountaintown - Geneva - Gwynneville | - Marietta - Meiks - Morristown | - Mount Auburn - Shelbyville - Smithland | - St. Paul - Sugar Creek - Waldron |